# Filmografia lui Clark Gable

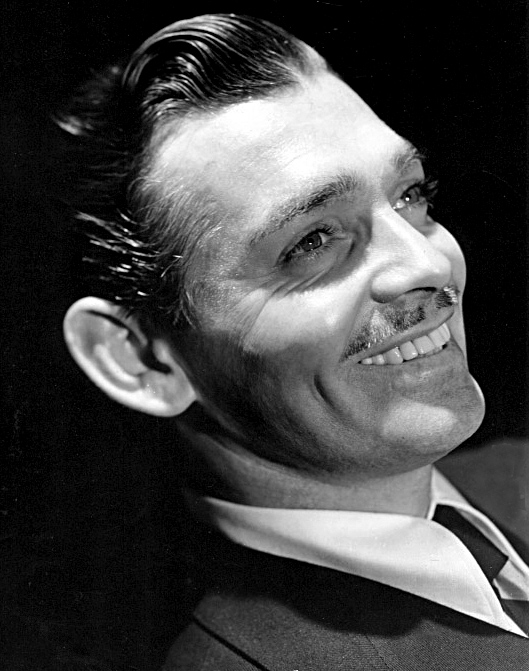
Clark Gable în 1938

Clark Gable a jucat în 13 filme între 1924 - 1930. Apoi a apărut în 67 de filme lansate cinematografic; în rolul său în 17 scurtmetraje; de asemenea a apărut în filmul de propagandă Combat America produs de United States Army Air Forces (despre al doilea război mondial).

## Ca figurant
În perioada 1924–1930 Clark Gable a devenit un important actor de scenă/teatru. De asemenea, în această perioadă, Gable și-a completat veniturile lucrând ca figurant în filme artistice. Mai jos este o listă a filmelor despre care se crede sau se știe că Gable a jucat în ele.
| An   | Nr. | Titlu                         | Note |
| ---- | --- | ----------------------------- | ---- |
| 1924 | 1   | White Man                     |      |
| 1924 | 2   | Forbidden Paradise            |      |
| 1925 | 3   | The Pacemakers                |      |
| 1925 | 4   | Declassée                     |      |
| 1925 | 5   | The Merry Kiddo               |      |
| 1925 | 6   | What Price Gloria?            |      |
| 1925 | 7   | The Merry Widow               |      |
| 1925 | 8   | The Plastic Age               |      |
| 1925 | 9   | North Star                    |      |
| 1925 | 10  | Ben-Hur: A Tale of the Christ |      |
| 1926 | 11  | The Johnstown Flood           |      |
| 1926 | 12  | One Minute to Play            |      |
| 1930 | 13  | Du Barry, Woman of Passion    |      |

## Filmografie
În afară de filmele în care a apărut ca figurant, cele scurte și documentarele de război, Clark Gable a apărut într-un total de 67 de filme lansate în cinematografe. Aceste filme sunt prezentate mai jos cu numele personajelor lui Gable, actrița în rolul principal, regizori și celelalte vedete care apar în filme. Dacă nu se precizează alt studio, filmele lui Gable au fost produse de Metro-Goldwyn-Mayer. 

### Anii 1930
| An   | Nr. | Titlu                           | Rol                             | Actrița principală  | Regizor             | Note |
| ---- | --- | ------------------------------- | ------------------------------- | ------------------- | ------------------- | --- |
| 1931 | 1   | The Painted Desert              | Rance Brett                     | Helen Twelvetrees   | Howard Higgin       | A Pathé Exchange Production. Cu William Boyd, William Farnum, J. Farrell MacDonald. |
| 1931 | 2   | The Easiest Way                 | Nick Feliki, Laundryman         | Anita Page          | Jack Conway         | Cu Constance Bennett, Adolphe Menjou, Robert Montgomery. |
| 1931 | 3   | Dance, Fools, Dance             | Jake Luva                       | Joan Crawford       | Harry Beaumont      | Cu Cliff Edwards. The first of eight films Gable did Cu Crawford. |
| 1931 | 4   | The Finger Points               | Louis J. Blanco                 | Fay Wray            | John Francis Dillon | Cu Richard Barthelmess, Regis Toomey. |
| 1931 | 5   | The Secret Six                  | Carl Luckner                    | Jean Harlow         | George W. Hill      | Cu Wallace Beery, Johnny Mack Brown. The first of six films Gable made Cu Harlow. |
| 1931 | 6   | Laughing Sinners                | Carl Loomis                     | Joan Crawford       | Harry Beaumont      | Cu Neil Hamilton. |
| 1931 | 7   | A Free Soul                     | Ace Wilfong, Gangster Defendant | Norma Shearer       | Clarence Brown      | Cu Leslie Howard, Lionel Barrymore. |
| 1931 | 8   | Night Nurse                     | Nick, the Chauffeur             | Barbara Stanwyck    | William A. Wellman  | A Warner Bros. Production. Cu Ben Lyon, Joan Blondell. |
| 1931 | 9   | Sporting Blood                  | Warren "Rid" Riddell            | Madge Evans         | Charles Brabin      | Gable's first starring role. |
| 1931 | 10  | Susan Lenox (Her Fall and Rise) | Rodney Spencer                  | Greta Garbo         | Robert Z. Leonard   | Cu Jean Hersholt, Alan Hale. |
| 1931 | 11  | Possessed                       | Mark Whitney                    | Joan Crawford       | Clarence Brown      | Cu Wallace Ford, Marjorie White. |
| 1931 | 12  | Hell Divers                     | CPO Steve Nelson                | Dorothy Jordan      | George W. Hill      | Cu Wallace Beery, Conrad Nagel. |
| 1932 | 13  | Polly of the Circus             | Reverend John Hartley           | Marion Davies       | Alfred Santell      | Cu C. Aubrey Smith. |
| 1932 | 14  | Red Dust                        | Dennis Carson                   | Jean Harlow         | Victor Fleming      | Cu Gene Raymond, Donald Crisp. |
| 1932 | 14  | Red Dust                        | Dennis Carson                   | Mary Astor          | Victor Fleming      | Cu Gene Raymond, Donald Crisp. |
| 1932 | 15  | Strange Interlude               | Dr. Ned Darrell                 | Norma Shearer       | Robert Z. Leonard.  | Based on the play by Eugene O'Neill. This is the first film where Gable sports a moustache. |
| 1932 | 16  | No Man of Her Own               | Babe Stewart                    | Carole Lombard      | Wesley Ruggles      | A Paramount Picture. Cu Dorothy Mackaill. Gable's only film with Lombard, whom he later married. |
| 1933 | 17  | The White Sister                | Giovanni Severi                 | Helen Hayes         | Victor Fleming      | Cu Louis Stone |
| 1933 | 18  | Hold Your Man                   | Eddie Hall                      | Jean Harlow         | Sam Wood            | Cu Stuart Erwin. |
| 1933 | 19  | Night Flight                    | Jules                           | Helen Hayes         | Clarence Brown      | Cu John Barrymore, Lionel Barrymore, Robert Montgomery, Myrna Loy. |
| 1933 | 20  | Dancing Lady                    | Patch Gallagher                 | Joan Crawford       | Robert Z. Leonard   | Cu Franchot Tone, Robert Benchley, Fred Astaire, Nelson Eddy, and the Three Stooges. |
| 1934 | 21  | It Happened One Night           | Peter Warne                     | Claudette Colbert   | Frank Capra         | A Columbia Picture. Cu Walter Connolly, Alan Hale. Generally regarded as one of the all-time great romantic comedies. Gable and Colbert won Academy Awards for their performances. |
| 1934 | 22  | Men in White                    | Dr. George Ferguson             | Myrna Loy           | Richard Boleslavsky | Cu Jean Hersholt, Otto Kruger. |
| 1934 | 22  | Men in White                    | Dr. George Ferguson             | Elizabeth Allan     | Richard Boleslavsky | Cu Jean Hersholt, Otto Kruger. |
| 1934 | 23  | Manhattan Melodrama             | Edward J. "Blackie" Gallagher   | Myrna Loy           | W. S. Van Dyke      | Cu William Powell. |
| 1934 | 24  | Chained                         | Michael "Mike" Bradley          | Joan Crawford       | Clarence Brown      | Cu Otto Kruger, Stuart Erwin. |
| 1934 | 25  | Forsaking All Others            | Jeffrey "Jeff"/"Jeffy" Williams | Joan Crawford       | W. S. Van Dyke      | Cu Robert Montgomery, Charles Butterworth, Billie Burke. |
| 1935 | 26  | After Office Hours              | James "Jim" Branch              | Constance Bennett   | Robert Z. Leonard   | Cu Stuart Erwin, Billie Burke. |
| 1935 | 27  | The Call of the Wild            | Jack Thornton                   | Loretta Young       | William A. Wellman  | A 20th Century Production, released through United Artists. Cu Jack Oakie, Reginald Owen. Loosely adapted from the novel by Jack London. |
| 1935 | 28  | China Seas                      | Captain Alan Gaskell            | Jean Harlow         | Tay Garnett         | Cu Wallace Beery, Lewis Stone, C. Aubrey Smith, Robert Benchley. |
| 1935 | 28  | China Seas                      | Captain Alan Gaskell            | Rosalind Russell    | Tay Garnett         | Cu Wallace Beery, Lewis Stone, C. Aubrey Smith, Robert Benchley. |
| 1935 | 29  | Mutiny on the Bounty            | Lt. Fletcher Christian          |                     | Frank Lloyd         | Cu Charles Laughton, Franchot Tone, Donald Crisp, Henry Stephenson. One of Gable's most famous films. He received an Academy Award nomination for his performance. Based on the novel by Charles Nordhoff and James Norman Hall.                                                                                |
| 1936 | 30  | Wife vs. Secretary              | Van Stanhope                    | Jean Harlow         | Clarence Brown      | Cu May Robson, James Stewart. |
| 1936 | 30  | Wife vs. Secretary              | Van Stanhope                    | Myrna Loy           | Clarence Brown      | Cu May Robson, James Stewart. |
| 1936 | 31  | San Francisco                   | Blackie Norton                  | Jeanette MacDonald  | W. S. Van Dyke      | Cu Spencer Tracy, Jack Holt, Shirley Ross. Another of Gable's biggest hits. |
| 1936 | 32  | Cain and Mabel                  | Larry Cain                      | Marion Davies       | Lloyd Bacon         | A Cosmopolitan Production released by Warner Bros. |
| 1936 | 33  | Love on the Run                 | Michael "Mike" Anthony          | Joan Crawford       | W. S. Van Dyke      | Cu Franchot Tone, Reginald Owen. |
| 1937 | 34  | Parnell                         | Charles Stewart Parnell         | Myrna Loy           | John M. Stahl       | Cu Edna May Oliver. Generally regarded as Gable's worst film. |
| 1937 | 35  | Saratoga                        | Duke Bradley                    | Jean Harlow         | Jack Conway         | Cu Lionel Barrymore, Frank Morgan. Gable's last film with Harlow. |
| 1938 | 36  | Test Pilot                      | Jim Lane                        | Myrna Loy           | Victor Fleming      | Cu Spencer Tracy, Lionel Barrymore. |
| 1938 | 37  | Too Hot to Handle               | Christopher "Chris" Hunter      | Myrna Loy           | Jack Conway         | Cu Walter Connolly, Walter Pidgeon. Gable's last film with Loy. |
| 1939 | 38  | Idiot's Delight                 | Harry Van                       | Norma Shearer       | Clarence Brown      | Based on the play by Robert Sherwood. Gable performs Irving Berlin's "Puttin' On the Ritz". |
| 1939 | 39  | Gone with the Wind              | Rhett Butler                    | Vivien Leigh        | Victor Fleming      | A Selznick-International / MGM Production. Filmed in Technicolor. Cu Vivien Leigh, Leslie Howard, Hattie McDaniel. Based on the novel by Margaret Mitchell. One of the best-loved movies of all time. Gable received an Academy Award nomination for what is generally regarded as his most famous performance. |
| 1939 | 39  | Gone with the Wind              | Rhett Butler                    | Olivia de Havilland | Victor Fleming      | A Selznick-International / MGM Production. Filmed in Technicolor. Cu Vivien Leigh, Leslie Howard, Hattie McDaniel. Based on the novel by Margaret Mitchell. One of the best-loved movies of all time. Gable received an Academy Award nomination for what is generally regarded as his most famous performance. |

### Anii 1940
| An   | Nr. | Titlu                   | Rol                              | Actrița principală | Regizor        | Note |
| ---- | --- | ----------------------- | -------------------------------- | ------------------ | -------------- | --- |
| 1940 | 40  | Strange Cargo           | André Verne                      | Joan Crawford      | Frank Borzage  | Cu Ian Hunter, Peter Lorre, Paul Lukas. Gable's last film with Crawford.                                                                                   |
| 1940 | 41  | Boom Town               | Big John McMasters               | Claudette Colbert  | Jack Conway    | Cu Spencer Tracy, Frank Morgan, Lionel Atwill. |
| 1940 | 41  | Boom Town               | Big John McMasters               | Hedy Lamarr        | Jack Conway    | Cu Spencer Tracy, Frank Morgan, Lionel Atwill. |
| 1940 | 42  | Comrade X               | McKinley B. "Mac" Thompson       | Hedy Lamarr        | King Vidor     | Cu Oscar Homolka. |
| 1941 | 43  | They Met in Bombay      | Gerald Meldrick                  | Rosalind Russell   | Clarence Brown | Cu Peter Lorre, Reginald Owen. |
| 1941 | 44  | Honky Tonk              | "Candy" Johnson                  | Lana Turner        | Jack Conway    | Cu Frank Morgan, Marjorie Main, Albert Dekker. Gable's first film with Turner.                                                                             |
| 1941 | 44  | Honky Tonk              | "Candy" Johnson                  | Claire Trevor      | Jack Conway    | Cu Frank Morgan, Marjorie Main, Albert Dekker. Gable's first film with Turner.                                                                             |
| 1942 | 45  | Somewhere I'll Find You | Jonathan "Jonny" Davis           | Lana Turner        | Wesley Ruggles | Cu Robert Sterling, Reginald Owen. Gable's last film before enlisting in the Army Air Corps to serve in combat during World War II.                        |
| 1945 | 46  | Adventure               | Harry Patterson                  | Greer Garson       | Victor Fleming | Cu Joan Blondell and Thomas Mitchell. Gable's first post-World War II film and the one with the now classic tag line, "Gable's back and Garson's Got Him!" |
| 1947 | 47  | The Hucksters           | Victor Albee Norman              | Deborah Kerr       | Jack Conway    | Cu Sydney Greenstreet, Adolphe Menjou, Keenan Wynn, Edward Arnold.                                                                                         |
| 1947 | 47  | The Hucksters           | Victor Albee Norman              | Ava Gardner        | Jack Conway    | Cu Sydney Greenstreet, Adolphe Menjou, Keenan Wynn, Edward Arnold.                                                                                         |
| 1948 | 48  | Homecoming              | Col. Ulysses Delby "Lee" Johnson | Lana Turner        | Mervyn LeRoy   | Cu John Hodiak. |
| 1948 | 48  | Homecoming              | Col. Ulysses Delby "Lee" Johnson | Anne Baxter        | Mervyn LeRoy   | Cu John Hodiak. |
| 1948 | 49  | Command Decision        | Brig. Gen. K.C. 'Casey' Dennis   | _                  | Sam Wood       | Cu Walter Pidgeon, Van Johnson, Brian Donlevy, Charles Bickford, John Hodiak, Edward Arnold, Marshall Thompson.                                            |
| 1949 | 50  | Any Number Can Play     | Charley Enley Kyng               | Alexis Smith       | Mervyn LeRoy   | Cu Wendell Corey, Audrey Totter, Frank Morgan. |

### Anii 1950
| An   | Nr. | Titlu                    | Rol                           | Actrița principală  | Regizor             | Note |
| ---- | --- | ------------------------ | ----------------------------- | ------------------- | ------------------- | --- |
| 1950 | 51  | Key to the City          | Steve Fisk                    | Loretta Young       | George Sidney       | Cu Frank Morgan, James Gleason, Marilyn Maxwell, and Raymond Burr. |
| 1950 | 52  | To Please a Lady         | Mike Brannan                  | Barbara Stanwyck    | Clarence Brown      | Cu Adolphe Menjou, Will Geer, Roland Winters. |
| 1951 | 53  | Across the Wide Missouri | Flint Mitchell                | María Elena Marqués | William Wellman     | Filmed in Technicolor. Cu John Hodiak, Ricardo Montalbán, Adolphe Menjou, Jack Holt. |
| 1951 | 54  | Callaway Went Thataway   | Himself                       | _                   | Norman Panama       | Cu Fred MacMurray, Dorothy McGuire, Howard Keel. Gable, Esther Williams, and Elizabeth Taylor made guest appearances in this film.                                                                         |
| 1951 | 54  | Callaway Went Thataway   | Himself                       | _                   | Melvin Frank        | Cu Fred MacMurray, Dorothy McGuire, Howard Keel. Gable, Esther Williams, and Elizabeth Taylor made guest appearances in this film.                                                                         |
| 1952 | 55  | Lone Star                | Devereaux Burke               | Ava Gardner         | Vincent Sherman     | Cu Broderick Crawford. |
| 1953 | 56  | Never Let Me Go          | Philip Sutherland             | Gene Tierney        | Delmer Daves        | Cu Richard Haydn. |
| 1953 | 57  | Mogambo                  | Victor Marswell               | Ava Gardner         | John Ford           | Filmed in Technicolor on location in Africa. Cu Donald Sinden. |
| 1953 | 57  | Mogambo                  | Victor Marswell               | Grace Kelly         | John Ford           | Filmed in Technicolor on location in Africa. Cu Donald Sinden. |
| 1954 | 58  | Betrayed                 | Col. Pieter Deventer          | Lana Turner         | Gottfried Reinhardt | Cu Victor Mature, Louis Calhern. Gable's last film under his MGM contract. |
| 1955 | 59  | Soldier of Fortune       | Hank Lee                      | Susan Hayward       | Edward Dmytryk      | A 20th Century-Fox Production. Cu Michael Rennie, Gene Barry. Filmed in Cinemascope and Deluxe color. Gable's first wide-screen film.                                                                      |
| 1955 | 60  | The Tall Men             | Colonel Ben Allison           | Jane Russell        | Raoul Walsh         | A 20th Century-Fox Production. Cu Robert Ryan, Cameron Mitchell. Filmed in Cinemascope and Deluxe color.                                                                                                   |
| 1956 | 61  | The King and Four Queens | Dan Kehoe                     | Eleanor Parker      | Raoul Walsh         | A Russ-Feild-Gabco Production, released through United Artists. Cu Jo Van Fleet, Jean Willes, Barbara Nichols. Filmed in Cinemascope and Deluxe color. Gable's only attempt at producing one of his films. |
| 1957 | 62  | Band of Angels           | Hamish Bond                   | Yvonne de Carlo     | Raoul Walsh         | A Warner Bros. Production. Cu Sidney Poitier, Efrem Zimbalist, Jr., Patric Knowles. Filmed in WarnerColor.                                                                                                 |
| 1958 | 63  | Run Silent, Run Deep     | Cmdr. "Rich" Richardson       | Mary LaRoche        | Robert Wise         | A Hecht-Hill-Lancaster Production, released through United Artists. Cu Burt Lancaster, Jack Warden, Don Rickles.                                                                                           |
| 1958 | 64  | Teacher's Pet            | James Gannon/James Gallangher | Doris Day           | George Seaton       | A Paramount Production. Cu Gig Young, Nick Adams. Filmed in VistaVision. |
| 1958 | 64  | Teacher's Pet            | James Gannon/James Gallangher | Mamie Van Doren     | George Seaton       | A Paramount Production. Cu Gig Young, Nick Adams. Filmed in VistaVision. |
| 1959 | 65  | But Not for Me           | Russell "Russ" Ward           | Carroll Baker       | Walter Lang         | A Paramount Production. Cu Lee J. Cobb. Filmed in VistaVision. |
| 1959 | 65  | But Not for Me           | Russell "Russ" Ward           | Lilli Palmer        | Walter Lang         | A Paramount Production. Cu Lee J. Cobb. Filmed in VistaVision. |

### Anii 1960
| An   | Nr. | Titlu                | Rol                   | Actrița principală | Regizor            | Note |
| ---- | --- | -------------------- | --------------------- | ------------------ | ------------------ | --- |
| 1960 | 66  | It Started in Naples | Michael Hamilton      | Sophia Loren       | Melville Shavelson | A Paramount Production. Cu Vittorio De Sica. Filmed in Technicolor on location in Italy.                                                                                            |
| 1961 | 67  | The Misfits          | Gaylord "Gay" Langdon | Marilyn Monroe     | John Huston        | A Seven Arts-John Huston Production, released through United Artists. Cu Montgomery Clift, Marilyn Monroe, Thelma Ritter, Eli Wallach. Gable's last film, released after his death. |

## Scurtmetraje
De-a lungul carierei sale ca star de cinema, Gable a apărut ca el însuși în următoarele scurtmetraje:
| An   | Nr. | Titlu                                  | Note                         |
| ---- | --- | -------------------------------------- | ---------------------------- |
| 1931 | 1   | The Christmas Party                    |                              |
| 1931 | 2   | Jackie Cooper's Birthday Party         |                              |
| 1932 | 3   | Screen Snapshots                       |                              |
| 1933 | 4   | Hollywood on Parade No. 9              |                              |
| 1935 | 5   | Hollywood Hobbies                      |                              |
| 1935 | 6   | Starlit Days at the Lido               |                              |
| 1937 | 7   | Hollywood Party                        |                              |
| 1937 | 8   | The Candid Camera Story                | MGM Pictures 1937 Convention |
| 1938 | 9   | Hollywood Goes to Town                 |                              |
| 1939 | 10  | Screen Snapshots: Stars on Horseback   |                              |
| 1939 | 11  | Hollywood Hobbies                      |                              |
| 1940 | 12  | Northward, Ho!                         |                              |
| 1941 | 13  | You Can't Fool a Camera                |                              |
| 1943 | 14  | Show Business at War                   |                              |
| 1943 | 15  | Wings Up                               |                              |
| 1943 | 16  | Screen Snapshots: Hollywood in Uniform |                              |
| 1950 | 17  | Screen Actors                          |                              |

## Box Office Ranking
Mai mulți ani, expozanții de film din SUA l-au votat pe Gable printre cele mai cunoscute vedete de film din țară: 
- 1932 – 8th (US)
- 1933 – 7th (US)
- 1934 – 2nd (US)
- 1935 – 3rd (US)
- 1936 – 2nd (US)
- 1937 – 2nd (US)
- 1938 – 2nd (US)
- 1939 – 4th (US)
- 1940 – 3rd (US)
- 1941 – 2nd (US)
- 1942 – 2nd (US)
- 1943 – 10th (US)
- 1947 – 7th (US)
- 1948 – 7th (US)
- 1949 – 10th (US)[26]
- 1950 – 13th (US)
- 1951 – 18th (US)
- 1952 – 17th (US)[27]
- 1953 – 12th (US)[28]
- 1954 – 19th (US)
- 1955 – 10th (US)
- 1957 – 19th (US)

## Documentare
In 1943 Clark Gable narrated and appeared in World War II propaganda film entitled Combat America, which was produced by the United States Army Air Forces.

## Premii Oscar
| Premii                                                          | Premii                                                      | Premii                                     |
| --------------------------------------------------------------- | ----------------------------------------------------------- | ------------------------------------------ |
| Predecesor: Charles Laughton for The Private Life of Henry VIII | Academy Award for Best Actor 1934 for It Happened One Night | Succesor: Victor McLaglen for The Informer |

During his career as a motion picture actor Clark Gable was thrice nominated for the Best Leading Actor Academy Award. Below is a complete list of his nominations along with his fellow nominees.
| The winner for each year is in bold face text against a | yellow | background. |

| - 1934 -       | - 1934 -               |                  | - 1935 -             | - 1935 -         |                              | - 1939 - | - 1939 - |
| Actor          | Film                   | Actor            | Film                 | Actor            | Film                         |          |          |
| Clark Gable    | It Happened One Night  | Clark Gable      | Mutiny on the Bounty | Robert Donat     | Goodbye, Mr. Chips           |          |          |
| Frank Morgan   | The Affairs of Cellini | Charles Laughton | Mutiny on the Bounty | Clark Gable      | Gone with the Wind           |          |          |
| William Powell | The Thin Man           | Victor McLaglen  | The Informer         | Laurence Olivier | Wuthering Heights            |          |          |
| –              | –                      | Paul Muni        | Black Fury           | Mickey Rooney    | Babes in Arms                |          |          |
| –              | –                      | Franchot Tone    | Mutiny on the Bounty | James Stewart    | Mr. Smith Goes to Washington |          |          |